# Stenodynerus rufomaculatus
Stenodynerus rufomaculatus är en stekelart som beskrevs av Sk. Yamane och Gusenleitner 1982. Stenodynerus rufomaculatus ingår i släktet smalgetingar, och familjen Eumenidae. Inga underarter finns listade i Catalogue of Life.